# 캐서린 마셜
캐서린 마셜(Catherine Marshall, 1914년-1983년)은 미국의 소설가이다. 본명은 캐서린 우드(Catherine Wood)이다.
테네시주 출신으로 1936년 피터 마셜과 혼인하였다. 1967년 소설 《크리스티》를 발표하였는데, 이는 노스캐롤라이나주 출신으로 애팔래치아산맥의 아담한 산골마을으로 들어가 활동한 여전도사의 이야기이다. TV드라마로 제작되었고, 대한민국의 KCTS(현재 CTS)에서도 방영되었다.